# Fischbach-Oberraden
Fischbach-Oberraden – miejscowość i gmina w Niemczech, w kraju związkowym Nadrenia-Palatynat, w powiecie Eifel Bitburg-Prüm, wchodzi w skład gminy związkowej Südeifel. Do 30 czerwca 2014 wchodziła w skład gminy związkowej Neuerburg.